# هان سونگ-هو
هان سونگ-هو (کره‌ای: 한성호؛ زادۀ ۲۰ ژانویۀ ۱۹۷۴) سهام‌دار و مدیرعامل شرکت اف‌ان‌سی کره جنوبی است.